# Paul Götze
Paul Götze (Halle, 13 novembre 1903 – Cracovia, 24 gennaio 1948) è stato un militare tedesco, SS-Rottenführer nei campi di concentramento di Auschwitz e Buchenwald.

## Biografia
Nacque ad Halle, si unì al Partito Nazista nel 1937 e alle SS nel 1942. Nel luglio 1942 fu inviato ad Auschwitz in servizio come guardia e anche come supervisore di gruppi di lavoro. Da febbraio a maggio 1943 fu Blockführer nel campo principale di Auschwitz, svolgendo successivamente la stessa funzione nel campo rom di Birkenau dal maggio 1943 all'agosto 1944. 
Nell'agosto 1944 fu trasferito a Buchenwald dove partecipò all'uccisione degli ebrei e dei prigionieri impossibilitati a lavorare nelle camere a gas di Birkenau, partecipando alla selezione delle persone destinate alla gasazione e alla liquidazione del campo nomadi nell'agosto 1944.
Götze fu processato dal Tribunale Nazionale Supremo al Processo di Auschwitz, tenuto a Cracovia, dove fu condannato a morte: la condanna fu eseguita mediante impiccagione nella prigione di Montelupich a Cracovia.